# Layer 8
Layer 8 или Восьмой уровень — это уровень модели OSI, находящийся на eе вершине и обозначающий «пользовательский» или «политический» уровень.
Согласно Брюсу Шнайеру и RSA Security пользовательский уровень делят на:
- Уровень 8: Индивид
- Уровень 9: Организация
- Уровень 10: Государство или правовые нормы[3]

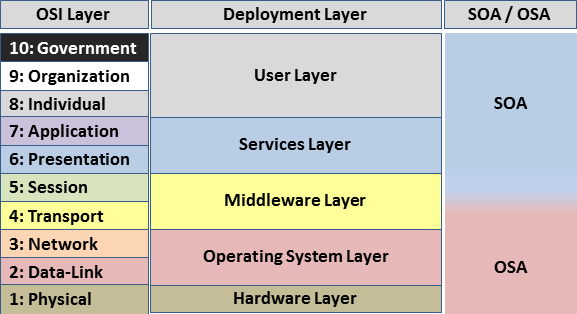
Пользовательские уровни OSI

Политическая экономическая теория поддерживает то, что восьмой уровень очень важен для понимания модели OSI. Политические институты, такие как Сетевой нейтралитет, Спектральный менеджмент и Цифровое включение, все виды технологий включают в себя 1-7 уровни модели OSI.
Восьмой уровень также включает в себя ссылки на физические контролеры, которые содержат внешнее аппаратное устройства для взаимодействия с сетью на модели OSI. Для примера можно привести ALI в Profibus.
Категория:Архитектура компьютерных сетей

## Похожие псевдо-уровни в модели TCP/IP
В модели TCP/IP, четырёхуровневой модели Интернета, пятый уровень аналогично изредка может быть охарактеризован как «политический уровень»
(а шестой как «религиозный уровень»), появившиеся в RFC 2321, в юмористическом Первоапрельском RFC выпущенном в 1998.

## Другие значения
Linux Gazette вел постоянную колонку Layer 8 в Linux Security.
Уровни 8, 9, 10 иногда используется для представления индивидов, организаций и государств для пользовательского уровня в Сервис-ориентированной архитектуре